# NGC 5013
NGC 5013 é uma galáxia espiral (Sbc) localizada na direcção da constelação de Virgo. Possui uma declinação de +03° 11' 58" e uma ascensão recta de 13 horas, 12 minutos e 07,3 segundos.
A galáxia NGC 5013 foi descoberta em 30 de Abril de 1864 por Albert Marth.